# موريس أوبيرت
موريس أوبيرت (بالفرنسية: Maurice Aubert)‏ هو جيولوجي فرنسي، ولد في 8 مايو 1914 في أورن في فرنسا، وتوفي في 8 ديسمبر 2005.